# Sirakovo (Veliko Gradište)
Sirakovo (em cirílico:Сираково) é uma vila da Sérvia localizada no município de Veliko Gradište, pertencente ao distrito de Braničevo, na região de Braničevo. A sua população era de 894 habitantes segundo o censo de 2002.

## Demografia
| 1948  | 1953  | 1961  | 1971  | 1981  | 1991  | 2002 |
| ----- | ----- | ----- | ----- | ----- | ----- | ---- |
| 1 295 | 1 334 | 1 307 | 1 331 | 1 274 | 1 201 | 894  |